# Cainiao
 (avril 2023).
Si vous disposez d'ouvrages ou d'articles de référence ou si vous connaissez des sites web de qualité traitant du thème abordé ici, merci de compléter l'article en donnant les références utiles à sa vérifiabilité et en les liant à la section « Notes et références ».
Cainiao Network Technology Co Ltd est une société de logistique chinoise fondée en 2013.

## Histoire

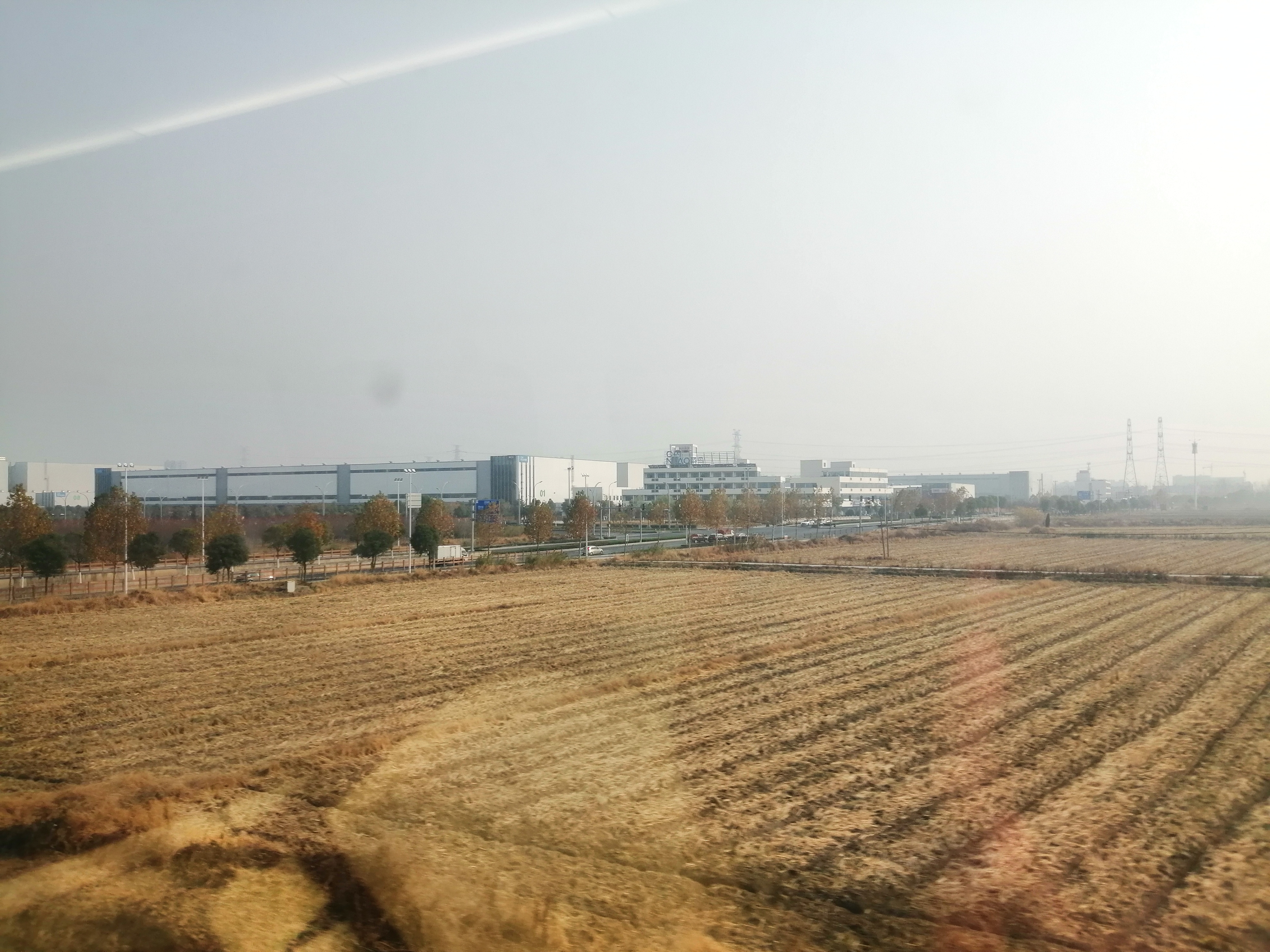
Campus Jiaxing du réseau Cainiao

Fondée en 2013, il s'agit d'une coentreprise entre Alibaba, Yintai Commercial, Fosun Group, Fuchun Group, Shunfeng, Shentong, Yuantong, Zhongtong, Yunda et d'autres institutions financières connexes pour annoncer le lancement officiel de Cainiao. En argot chinois, « cainiao » signifie « novice », « débutant ». 
En juin 2017, un conflit éclate entre le réseau Cainiao et Shunfeng au sujet de l'accès à l'interface d'information et d'autres questions.
Le 26 septembre 2017, Alibaba Group annonce avoir augmenté sa participation dans Cainiao de 47% à l'origine à 51% pour 5,3 milliards de RMB (environ 6,266 milliards de HK$) (801,21 millions de dollars US) et avoir ajouté un nouveau siège au conseil d'administration, représentant quatre des sept sièges du conseil.
Le 29 mai 2018, Shentong Express, Wanda, Yuantong Express, Shanghai Yunfeng Qitai Investment Centre (Limited Partnership) et Zhejiang Cainiao Supply Chain Management Co.
Après la réalisation de l'augmentation de capital, Zhejiang Cainiao détient 55,81 % des actions de Zhejiang Yiqi, tandis que China Unicom en détient 15 % et Wanda 10 %.
Le 6 juin 2018, Cainiao annonce qu'il va créer une coentreprise pour construire un centre logistique intelligent de classe mondiale à l'aéroport international de Hong Kong, avec un investissement total de 12 milliards de dollars HK. Le projet sera mené par Cainiao, avec Air China (Group) Limited ("AVIC Group") et Yuantong Express comme partenaires. Cainiao, AVIC Group et Yuantong détiennent respectivement 51%, 35% et 14% du capital de la coentreprise.
11 juillet 2018 Cainiao devient actionnaire majoritaire avec un investissement de 290 millions de dollars dans la startup de logistique Dianwoda.
Le 8 novembre 2019, Alibaba Group augmente sa participation dans Cainiao.com de 51 % à 63 % en dépensant 23,3 milliards de RMB, soit l'équivalent de 3,33 milliards de dollars américains,.